# HLA-B40
HLA-B40 هو نمط مصلي من مستضد الكريات البيضاء البشرية-ب.